# Chaetarthria seminulum
Chaetarthria seminulum é uma espécie de insetos coleópteros polífagos pertencente à família Hydrophilidae.
A autoridade científica da espécie é Herbst, tendo sido descrita no ano de 1797.
Trata-se de uma espécie presente no território português.